# Belas (Angola)
Belas è una città e un comune nella provincia di Luanda, in Angola.
Secondo le proiezioni demografiche del 2018, elaborate dall'Istituto nazionale di statistica, ha una popolazione di 1.230.101 abitanti, il che lo rende il quarto comune più popoloso della nazione, dietro solo a Luanda, Viana e Cacuaco.
Il comune è composto dal comune sede (con lo stesso nome) e dal comune distrettuale di Barra do Cuanza. È inoltre suddiviso nei quartieri di Quilamba, Benfica e Mussulo e Ramiro.